# 叙利亚陆军第3装甲师
叙利亚陆军第3装甲师是叙利亚陆军的精锐部队之一，它现在被部署在古泰费地区，负责保卫大马士革的北方。

## 历史
1973年，叙利亚陆军第3装甲师参与了第四次中东战争。
1980年，叙利亚陆军第3装甲师被部署到阿勒颇省的首府阿勒颇市去镇压穆斯林起义，1982年，该师参与了哈马大屠杀。
1984年，里法特·阿萨德发动了一场针对他的哥哥，时任叙利亚总统哈菲兹·阿萨德的政变，第3装甲师与忠于里法特·阿萨德的防卫营在大马士革进行了激烈的战斗，挫败了里法特·阿萨德的政变企图。
在叙利亚内战期间，第3装甲师参与了在杜马（Douma）和德拉（Daraa）维护秩序的行动。

## 结构
叙利亚陆军第3装甲师目前由叙利亚陆军第3军指挥，它现在下辖第47装甲旅、第65装甲旅、第81装甲旅、第21机械化步兵旅、直属炮兵团。